# Be Still and Know
"Be Still and Know" es la segunda canción del álbum Unto the Locust, de la banda de Groove Metal y Thrash Metal, Machine Head
La duración es de 5 minutos con 44 segundos
La letra está hecha por Robert Flynn y por Phil Demmel
La discográfica es Roadrunner Records igual que los álbumes Burn My Eyes, The More Things Change, The Burning Red, Supercharger, Through the Ashes of Empires y The Blackening

## Recepción
La mayoría de gente que dio una reseña positiva del disco recomiendan esta canción, en Metal Storm, como en Ultimate Guitar

## Origen
El origen de la canción fue de unos riffs juntos que Phil Demmel tenía archivado, pero que quedaron en olvido hasta que un día encontró a sus compañeros de la banda improvisando en ella.
Robert Flnn sacó el nombre de la canción después de un verso bíblico

Phil Demmel dijo esto sobre la letra del tema:

"It's about struggle, and overcoming struggle, and knowing that the light at the end of the tunnel is only there if that light shines inside of you."

En español:

Se trata de la lucha, y la superación de la lucha, y saber que la luz al final del túnel sólo está ahí si esa luz brilla dentro de ti.
Phil Demmel también dijo en Sonic Excess:

"My grandmother handed down all of her grandchildren bible verses in all their Easter cards and Christmas cards. She used to sign one to each, and mine was Psalm 46, which is, 'Be still, and know that I'm the Lord.' Basically, be steadfast. Know that you will get through, and this shall pass. It kind of fit into the tune and kind of fit into the chorus. I mean, I got it tattooed on my arm around eight years ago. So, it's been kind of my mantra through my life. So, I'm really stoked that Robb chose to title the song that."

.

En español:

"Mi abuela le pasó todos los versículos de la Biblia a sus nietos en todas sus tarjetas de Pascua y tarjetas de Navidad. Ella solía firmar uno para cada uno, y el mío era el Salmo 46, que es, 'Quédense quietos y sepan que soy el Señor'. ' Básicamente, sé firme. Debes saber que pasarás, y esto pasará. Encaja en la melodía y encaja en el coro. Quiero decir, me lo tatué en el brazo hace unos ocho años. ha sido una especie de mantra a lo largo de mi vida. Así que, estoy realmente feliz de que Robb eligiera titular la canción así "

.

## Extras
En guitarra la canción esta afinada en C# estándar igual que la anterior canción I Am Hell (Sonata in C#), y el bajo también está afinado en C# estándar
El BPM de la canción es de 115 y al final 105 y después 60 (Según Songsterr)

## Créditos
Robert Flynn = Guitarra y voz.
Phil Demmel = Guitarra rítmica.
Adam Duce = Bajo.
Dave McClain = Batería.